# CSS Rappahannock
Le CSS Rappahannock  est un navire de guerre qui appartint à la Confederate States Navy (Marine de Guerre des États Confédérés d'Amérique), en service en 1864, et qui combattit lors de la guerre de Sécession.